# Glidden
Glidden é uma cidade localizada no estado americano de Iowa, no Condado de Carroll.

## Demografia
Segundo o censo americano de 2000, a sua população era de 1253 habitantes.
Em 2006, foi estimada uma população de 1221, um decréscimo de 32 (-2.6%).

## Geografia
De acordo com o United States Census Bureau tem uma área de
2,6 km², dos quais 2,6 km² cobertos por terra e 0,0 km² cobertos por água. Glidden localiza-se a aproximadamente 344 m acima do nível do mar.

## Localidades na vizinhança
O diagrama seguinte representa as localidades num raio de 16 km ao redor de Glidden.